# 朝鮮少鱗鱖
朝鮮少鱗鱖（学名：Coreoperca herzi）為鱖科少鱗鱖屬的一種，為溫帶淡水魚，分布於亞洲韓國蔚山Keumjung山淡水流域，體長可達8.5公分，棲息在底中層水域，生活習性不明。

## 擴展閱讀
- 維基物種上的相關：朝鮮少鱗鱖